# Mauricio en los Juegos Olímpicos de Londres 2012
Mauricio estuvo representado en los Juegos Olímpicos de Londres 2012 por un total de 11 deportistas, 4 hombres y 7 mujeres, que compitieron en 7 deportes.
La portadora de la bandera en la ceremonia de apertura fue la jugadora de vóley playa Natacha Rigobert. El equipo olímpico mauriciano no obtuvo ninguna medalla en estos Juegos.